# Custer's Revenge
Custer's Revenge (lit. La venganza de Custer) es un videojuego pornográfico publicado el 13 de octubre de 1982 para la Atari 2600 por Mystique, una compañía que produjo varios videojuegos para un público adulto en esta consola.

## Controversia
Custer's Revenge se volvió infame por su peculiar guion. El jugador controla el personaje del general George Armstrong Custer, representado por un hombre que no lleva más atuendo que un sombrero vaquero, un pañuelo y unas botas, y que presenta una visible erección. Custer tiene que superar varios obstáculos para conseguir su objetivo, que es efectuar una violación hacia la mujer nativa americana desnuda de grandes pechos atada a un cactus, que se llama “Revenge”.
El videojuego recibió críticas de grupos por derechos de la mujer, portavoces de la comunidad indígena y críticos de la industria del videojuego en general.
Al margen de las quejas por su contenido sexual, muchos consideraron al juego muy simple, y el elemento pornográfico inadecuado: los personajes han sido comparados con simples bloques de LEGO.
La polémica hizo que se vendieran 80 000 copias, dos veces más que otros videojuegos pornográficos de Mystique, como Bachelor Party y Beat 'Em & Eat 'Em. Se le consideró como el noveno peor videojuego de la historia.

## Secuelas
Como muchos otros productores de videojuegos de aquella época, Mystique dejó el negocio. Vendió los derechos de sus videojuegos a Playaround, que continuó vendiendo Custer's Revenge como Westward Ho durante un tiempo. Hicieron algunos cambios al videojuego, como hacer la piel de la mujer más oscura y hacer que extendiera su brazo hacia Custer, indicándole que se acercara. También hicieron una versión llamada General Retreat. En este videojuego es la mujer la que tiene que superar varios obstáculos para tener sexo con Custer, que en este caso es el que está atado al poste. En lugar de flechas, tiene que sortear balas de cañón. General Retreat está considerado el mejor (o menos malo) de las dos versiones.
Hubo rumores de que se publicaría una secuela del videojuego llamada Custer's Return. Supuestamente era el mismo videojuego, pero ambientada en México. Esta versión nunca llegó a publicarse.